# Résolution 1140 du Conseil de sécurité des Nations unies
Membres permanents
- Chine
- États-Unis
- France
- Royaume-Uni
- Russie

Membres non permanents
- Chili
- Corée du Sud
- Costa Rica
- Égypte
- Guinée-Bissau
- Japon
- Kenya
- Pologne
- Portugal
- Suède

Résolution no 1139 Résolution no 1141
La résolution 1140 du Conseil de sécurité des Nations unies, adoptée à l'unanimité le 28 novembre 1997, après avoir rappelé les résolutions 1110 (1997), a renouvelé le mandat de la Force de déploiement préventif des Nations unies (FORDEPRENU) en Macédoine pour quatre jours jusqu'au 4 décembre 1997, en attendant de nouvelles discussions. La résolution 1142 (1997) a ensuite prolongé la FORDEPRENU jusqu'au 31 août 1998.

## Voir également
- Dislocation de la Yougoslavie
- Débat autour du nom de la Macédoine
- Guerres de Yougoslavie